# دانشگاه علوم مالزی
دانشگاه علوم مالزی یکی از بهترین و معتبرترین دانشگاه‌های کشور مالزی است و جهان است، که در جزیره پیننگ واقع است.
دانشگاه Usm مالزی در سال ۱۹۶۹ تأسیس گردید. این دانشگاه به منظور توسعه محیط علمی و ارتقاء سطح پژوهشی کشور فعالیت نموده.
روش دانشگاه USM مالزی به صورت دانشکده ای است.
پردیس اصلی دانشگاه  علوم مالزی در جزیره پنانگ مالزی با مساحت ۲۰۲ هکتار واقع شده است.
دو پردیس دیگر دانشگاه USM، یکی در Kubang Kerian در Kelantan (تقریباً ۳۰۰ کیلومتری دانشکده اصلی) دانشکده بهداشت و دیگری در Nibong Tebal (تقریباً ۵۰ کیلومتری دانشکده اصلی) دانشکده مهندسی.
| نام دانشگاه  | اختصاری | رنکینگ بین‌المللی | رنکینگ در سطح آسیا | تعداد دانشجویان |
| ------------ | ------- | ---------------- | ------------------ | --------------- |
| دانشگاه علوم | USM     | ۱۶۵              | ۴۳                 | ۱۶٬۸۹۰          |

## فارغ التحصیلان
فارغ التحصیلان دانشگاه علوم مالزی شامل محققان و نویسندگانی مانند حامد کیومرثی (نویسنده) و سیاستمدارانی مانند محمد علی رستم، یانگ دی پرتوآ نگری از مالاکا، چاو کون یئو، وزیر ارشد فعلی پنانگ، وان رُزی وان اسماعیل، وزیر فعلی بسار پاهانگ، محمد سانوسی مد نور، وزیر ارشد فعلی کداه و یوسریل ایهزا ماهندرا، رئیس کل فعلی حزب ستاره هلال (اندونزی).